# Regina Poersch

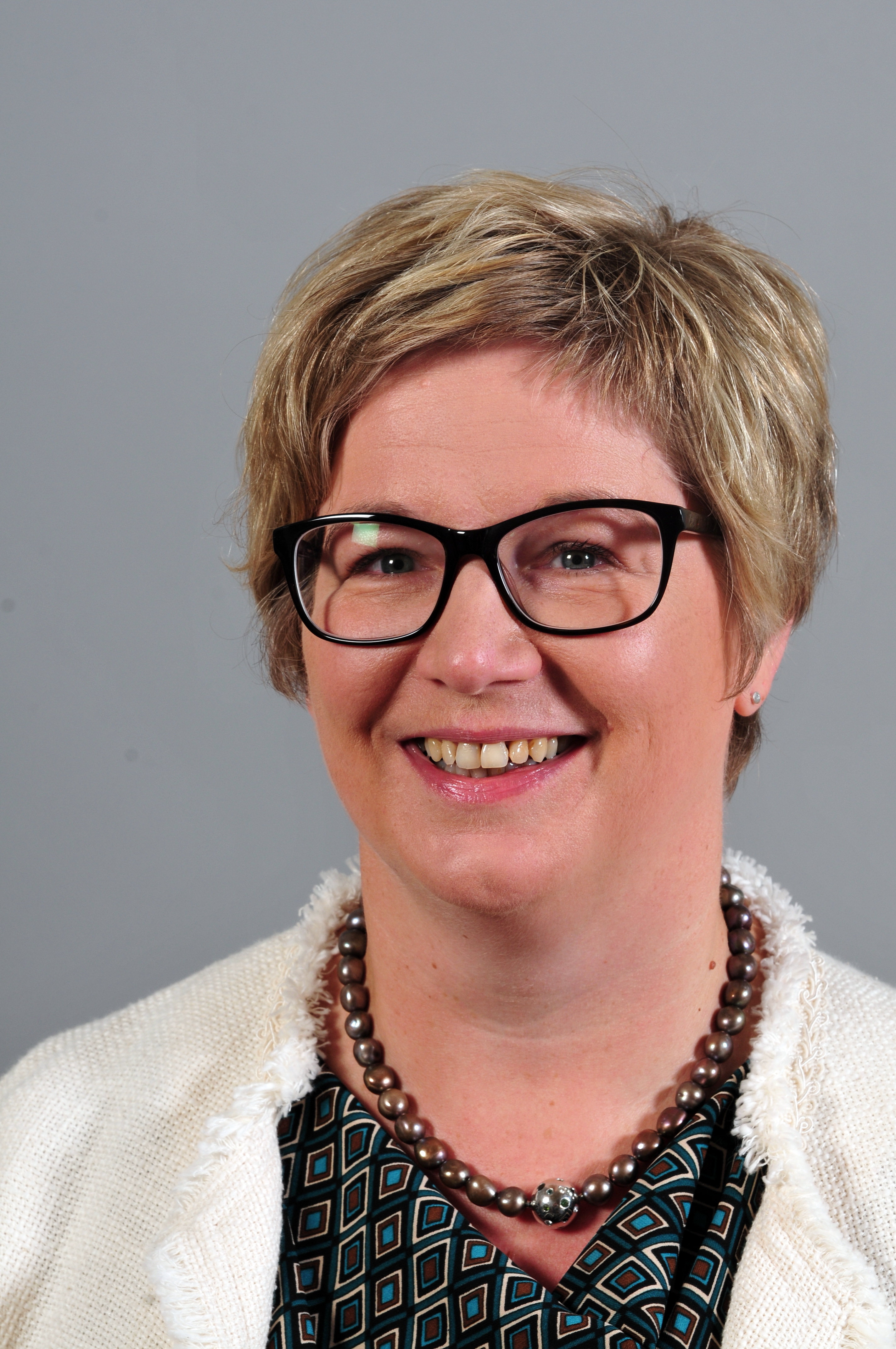
Regina Poersch 2013

Regina Poersch (* 4. November 1969 in Lübeck) ist eine deutsche Politikerin (SPD). Sie war von 2005 bis 2022 Mitglied des Schleswig-Holsteinischen Landtags.

## Leben und Beruf
Nach dem Abitur 1989 an der Carl-Maria-von-Weber-Schule in Eutin besuchte Regina Poersch die Verwaltungsfachhochschule Altenholz, die sie 1992 als Diplom-Verwaltungswirtin (FH) beendete. Von 1992 bis 2005 war sie im Bauamt der Gemeinde Malente, dessen stellvertretende Leiterin sie 2000 wurde, als Gemeindeamtfrau tätig.

## Partei
Regina Poersch trat 1985 schon als Schülerin mit sechzehn Jahren in die SPD ein.
Von 2002 bis 2009 war sie Vorsitzende des SPD-Kreisverbandes Ostholstein.
Von 2003 bis 2009 war sie Mitglied im Landesparteirat der SPD Schleswig-Holstein.

## Abgeordnete
Sie gehörte von 1994 bis 2003 der Stadtvertretung von Eutin und von 2003 bis 2005 dem Kreistag des Kreises Ostholstein an.
Von 2005 bis 2022 war Regina Poersch Mitglied des Landtages von Schleswig-Holstein in der 16., 17., 18. und 19. Wahlperiode.
Regina Poersch ist bei allen vier Wahlen über die Landesliste in den Landtag eingezogen.
Landtagsfunktionen
- Mitglied des Europaausschusses
- Stellvertretendes Mitglied im Wirtschaftsausschuss

Aufgaben in der Landtagsfraktion
- Tourismuspolitische Sprecherin
- Europapolitische Sprecherin

Ab dem 22. Januar 2013 vertrat sie Schleswig-Holstein im Ausschuss der Regionen (AdR) – Versammlung der Regional- und Kommunalvertreter der EU in Brüssel – und war dort Mitglied in der Fachkommission für Bildung, Jugend, Kultur und Forschung (EDUC) und der Fachkommission für Natürliche Ressourcen (NAT). Mitglied in der Interregionalen Gruppe "Ostseeraum".
Bei der Landtagswahl 2022 trat sie nicht mehr an.